# 韋爾蒂 (阿拉巴馬州)
韋爾蒂（英語：Welti）是一個位於美國阿拉巴馬州卡爾曼縣的非建制地區。該地的面積和人口皆未知。

## 地理
韋爾蒂的座標為34°08′21″N 86°47′20″W / 34.13916°N 86.78888°W，而該地最高點為海拔高度219米（即718英尺）。